# Gornje Laze
Gornje Laze este o localitate din comuna Semič, Slovenia, cu o populație de 27 de locuitori.